# Coronoplectrum namibicum
Coronoplectrum namibicum — вид грибів, що належить до монотипового роду Coronoplectrum.